# Laigné
 Laigné  là một xã thuộc tỉnh Mayenne trong vùng Pays de la Loire tây bắc nước Pháp. Xã này nằm ở khu vực có độ cao trung bình 68 mét trên mực nước biển.
 Laigné  được nhắc đến trong bộ phim "những năm cuối cùng bên Laigne" và cuốn tiểu thuyết cùng tên.